# Јохо (национални парк)
Национални парк Јохо (енгл. Yoho National Park) смештен у Британској Колумбији, на западним обронцима канадских Стеновитих планина, један је од 44 националних паркова у Канади. Седиште парка налази се у насељу Field (Британска Колумбија), непосредно уз трансканадски ауто-пут. У њему се под заштитом Унеска налази 28 прелепих планинских врхова изнад 3.000 m, међусобно повезаних са више од 400 km планинарских стаза.

## Национални парк Јохо на листи светског наслеђа
За унос на Унескову листу светског наслеђа Канада је 1983. године номиновала националне паркове Стеновитих планина Банф, Џаспер, Кутни и Јохо. Унеско је ову номинацију прихватио и 30. октобра 1984. године, на листу светског наслеђа, нашао се и Нацонални парк Јохо. Унеско је ову одлуку донео на основу препорука Унесковог Комитета за номинације, који је у свом образложењу навео;
...да се ради о областима изузетне природне лепоте, са важним стаништима ретких и угрожених врста и природним вредностима попут планинских врхова, глечера, језера, кањона, кречњаких пећина, и јединственим налазиштем фосила.

## Положај и пространство
Национални парк Јохо налази се на западним обронцима канадских Стеновитих планина на југоистоку канадске покрајине Британска Колумбија. Парк се простире на површини од 1.313 km².
Парк Јохо се својом јужном страном граничи Националним парком Кутни, а источном с Националним парком Банф.

## Историја
Национални парк Јохо основан је 1886. године. Име парка потиче од речи Yoho, што значи „чудо“ на језику Кри (Cree) индијанских староседелаца.

## Знаменитости парка
Главне знаменитости парка су:
- Панорама глечерске долине Вапта који се на југу веже за ледничку долину Вапутик.
- Језеро О’Хара, које се налази на 2.115 m надморске висине, познато је по свом пејзажу и прелепом погледу. Палеонтолог Чарлс Валкот описао је језеро као смарагд у чинији планина, 1911. године. Број путника који може приступити овом подручју аутобусом је знатно смањен, да би се сачувала веродостојност екосистема околине. Да би се обишао овај локалитет аутобусом, мора се резервисати место у њему 3 месеца унапред.

- Такакав (Takakkaw—што преведено са индијанског језика значи „величанствени“), је водопад чија „снажна грмљавина“ одјекује километрима у околину. Слапови овог водопада који се обрушавају се са висином од 384 m, трећи су по висини у Канади.
- Смарагдно језеро (Emerald lake) назив је добило по прелепој зелено-тиркизној боји воде. За прелепу боју овога језера одговоран је муљ који настаје топљењем глечера са високих планина. Лети се на језеру и око њега организују бројне активности (вожња кануом или авантуристичко планинарење).
- Палеонтолошко налазиште на планини Степхен у близини Смарагдног језера (Emerald lake) са фосилним остацима из периоде камбријума који сведоче о разноврсном морском животу у том историјском периоду. Оно не само да је најпознатије палеонтолошко налазиште на Стеновитим планинама, већ и једно од најважнијих налазишта те врсте на свету. Налазиште је под заштитом Унеска, јер су неки од фосила стари преко 530 милиона година. Најзаступљенији су фосили морских бескичмењака (више од 120 врста), међу којима су најпознатији фосилни остаци црва Pikaia gracilens који је према последњим истраживањима био врста примитивних хордата. Налазиште је могуће обићи само уз помоћ стручних водича.
- Планински венац Отертејл такође је веома позната туристичка дестинација. Иако није приступачан баш свим посетиоцима он чини један од најатрактивнијих делова националног парка Јохо због свог изгледа и упадљивости.

|  |  |  |